# كينغدوم هارتس إتش دي 1.5 ريمكس
كينغدوم هارتس إتش دي 1.5 ريمكس (بالإنجليزية: Kingdom Hearts HD 1.5 Remix)‏ (باليابانية: キングダム ハーツ HD 1.5 リミックス)، هي لعبة فيديو إلكترونية يابانية، صدرت سنة 2013م، وسيعيد إصدارها في شهر مارس سنة 2017م، وتعمل لنظامي بلاي ستيشن 3 وبلاي ستيشن 4، وهي من تطوير إحدى استوديوهات سكوير إنكس بترخيص من ديزني إنترأكتيف ستوديوز الأمريكية.